# Olympus C-150
La C-150 (commercializzata anche come D-390 su alcuni mercati) è una fotocamera compatta prodotta da Olympus, ne è stato dato annuncio di uscita nei primi giorni di marzo 2003. 
Questo modello è il successore del C-120 (D-380) come entry level.
La C-150 è circa il 15% più piccola del modello che sostituisce, ha un sensore CCD da due megapixel e un obbiettivo fisso equivalente 38mm del formato 35mm. La C-150 usa come supporto di memorizzazione schede xD-Picture ed è alimentata da batterie AA. Dispone inoltre di uno schermo LCD a colori da 1.8 pollici.